# P-grupa
{\displaystyle p}-grupa (także grupa pierwsza, grupa {\displaystyle p}-pierwsza) – grupa, której rząd jest równy {\displaystyle p^{n},} gdzie {\displaystyle p} jest liczbą pierwszą a {\displaystyle n} jest dodatnią liczbą całkowitą.
Konkretne wartości {\displaystyle p} podstawia się do nazwy, np. dla {\displaystyle p=11} mówi się o 11-grupie.
Podgrupę grupy {\displaystyle G} nazywa się {\displaystyle p}-podgrupą, jeżeli jest ona {\displaystyle p}-grupą. Podgrupę {\displaystyle H} grupy skończonego rzędu {\displaystyle G} nazywa się {\displaystyle p}-podgrupą Sylowa, jeśli jest największego możliwego rzędu. Z twierdzenia Sylowa wynika, że jeśli {\displaystyle |G|=p^{k}\cdot r,} gdzie {\displaystyle p\not |r,} to {\displaystyle |H|=p^{k}.}

## Własności
- Niech {\displaystyle G} będzie grupą skończoną oraz {\displaystyle |G|=pq,} gdzie {\displaystyle p,q} są pewnymi liczbami pierwszymi. Jeżeli {\displaystyle G} nie zawiera elementu rzędu {\displaystyle pq,} to prawdziwe jest jedno z poniższych stwierdzeń:

1. {\displaystyle p}-podgrupy Sylowa lub {\displaystyle q}-podgrupy Sylowa grupy {\displaystyle G} są abelowe.
2. {\displaystyle G/O_{\{p,q\}'}(G)=M} oraz {\displaystyle \{p,q\}=\{5,13\}} lub {\displaystyle \{p,q\}=\{7,13\},} gdzie {\displaystyle M} jest grupą monstrum.

### Twierdzenie o centrum p-grupy
Centrum {\displaystyle p}-grupy jest nietrywialne, to znaczy, że {\displaystyle Z(G)\neq \{e\},} gdzie {\displaystyle e} jest elementem neutralnym {\displaystyle p}-grupy (jak wiadomo, {\displaystyle e\in Z(G)}).
Dowód. Niech {\displaystyle G} będzie {\displaystyle p}-grupą, tj. {\displaystyle |G|=p^{k}} dla pewnej liczby {\displaystyle k} oraz niech funkcja
{\displaystyle \phi \colon G\times G\to G}
dane wzorem
{\displaystyle \phi (g,x)=gxg^{-1}.}
Odwzorowanie {\displaystyle \phi } jest działaniem grupy {\displaystyle G} na sobie (czyli na zbiorze {\displaystyle G}).
Ponieważ
{\displaystyle x\in Z(G)\iff \forall _{g\in G}gxg^{-1}=x\iff \forall _{g\in G}\phi (g,x)=x,}
więc orbita {\displaystyle G(x)} elementu {\displaystyle x} jest jednoelementowa wtedy i tylko wtedy, gdy {\displaystyle x} jest elementem centrum {\displaystyle Z(G).}
Jeśli orbita {\displaystyle p}-grupy {\displaystyle G} ma więcej niż jeden element, to liczba jej elementów jest podzielna przez {\displaystyle p{:}}
{\displaystyle \forall _{x\in G}|G(x)|>1\Rightarrow p||G(x)|.}
Istotnie, stabilizator {\displaystyle G_{x}} jest wtedy pogrupą {\displaystyle G} i jego rząd dzieli rząd G (wniosek z twierdzenia Lagrange’a), czyli {\displaystyle |G_{x}|=p^{n},} gdzie {\displaystyle n<k} (bo gdyby {\displaystyle n=k,} to orbita byłaby jednoelementowa). Wówczas
{\displaystyle |G(x)|=|G:G_{x}|={\frac {|G|}{|G_{x}|}}={\frac {p^{k}}{p^{n}}}=p^{k-n}=p^{t},} gdzie {\displaystyle t=k-n>0,} czyli {\displaystyle p||G(x)|.}
{\displaystyle G} jest sumą wszystkich orbit, więc:
{\displaystyle G=\bigcup G(x)=\bigcup _{|G(x)|=1}G(x)\cup \bigcup _{|G(x)|>1}G(x).}
Stąd
{\displaystyle p^{k}=|G|=\sum \limits _{|G(x)|=1}|G(x)|+\sum \limits _{|G(x)|>1}|G(x)|=|Z(G)|+p\cdot s}
dla pewnego s. Stąd {\displaystyle p||Z(G)|,} ale {\displaystyle |Z(G)|>0,} bo {\displaystyle e\in Z(G),} więc {\displaystyle |Z(G)|\geqslant p.}